# Czesław Lang
Czesław Lang (* 17. Mai 1955 in Kołczygłowy, Polen) ist ein ehemaliger polnischer Radrennfahrer.

## Sportliche Laufbahn
Von 1970 bis 1977 war er aktiv im Radsportclub Baszta Bytów und wurde von Trainer Euzebiusz Marciniak trainiert. Bei den Olympischen Sommerspielen 1976 erreichte er mit seiner Mannschaft den 5. Platz in der Mannschaftsverfolgung.
Seit 1977 konzentrierte er sich auf Straßenrennen, fuhr aber gelegentlich auch noch Bahnrennen. So gewann er 1979 die polnische Meisterschaft in der Mannschaftsverfolgung mit dem Team von Legia Warschau. Dazu kamen der Sieg im Etappenrennen Tour du Vaucluse und ein Tageserfolg in der Rheinland-Pfalz-Rundfahrt. 1980 gewann er die Silbermedaille bei den Olympischen Sommerspielen 1980 im olympischen Straßenrennen.
Die Friedensfahrt hat er viermal gefahren, sein bestes Ergebnis in der Rundfahrt waren die beiden neunten Plätze 1977 und 1979. Außerdem war er in der Polen-Rundfahrt erfolgreich.

### Profi
1982–1983 fuhr Czesław Lang für die Radsport-Mannschaft Gis Gelati. Die nächsten zwei Jahre für die Mannschaft Carrera-Inoxpran. Danach (1986) wechselte er zur Mannschaft Del Tongo (bis 1988); sein letztes Profijahr (1989) fuhr er in der Mannschaft Malvor-Sidi.
Alle Mannschaften waren italienisch. Als Profi hat er dreimal an der Tour de France teilgenommen, seine beste Platzierung war Rang 89 bei der Tour 1985.

### Direktor
Als Direktor der Polen-Rundfahrt hat er das Amateur-Rennen zu einer Weltklasse-Rundfahrt ausgebaut. Das Rennen wurde vielfach mit Preisen und Würdigungen ausgezeichnet.

### Familiäres
Langs Tochter Agata, die während seiner Zeit als Profi in Italien aufwuchs und später einen Italiener heiratete, ist als Funktionärin im Radsport (u. a. als Vize-Präsidentin der Union Européenne de Cyclisme) und als Veranstalterin von Radrennen tätig.

## Erfolge
1974
- Polnischer Meister Einerverfolgung

1975
- Polnische Meisterschaft – Einzelzeitfahren

1977
- Polnische Meisterschaft – Einzelzeitfahren
- Weltmeisterschaft – Mannschaftszeitfahren

1978
- Weltmeisterschaft – Mannschaftszeitfahren
- Gesamtwertung  Tour du Vaucluse

1980
- Gesamtwertung Polen-Rundfahrt
- Olympische Spiele – Straßenrennen
- Polnische Meisterschaft – Mannschaftszeitfahren

1983
- Prolog Tirreno–Adriatico

1986
- eine Etappe  Giro d’Italia

1987
- eine Etappe Volta Ciclista a Catalunya
- Trofeo Baracchi (mit Lech Piasecki)

## Grand Tour-Platzierungen
| Grand Tour         | 1982 | 1983 | 1984 | 1985 | 1986 | 1987 | 1988 | 1989 |
| ------------------ | ---- | ---- | ---- | ---- | ---- | ---- | ---- | ---- |
| Giro d’ItaliaGiro  | 17   | 40   | 68   | 57   | 68   | 51   | 80   | 77   |
| Tour de FranceTour | –    | –    | 93   | 89   | –    | DNF  | –    | –    |